# 锡多铁路
锡多铁路是集通铁路的一条重要支线，全长273.9公里。北起锡林浩特，南抵多伦，是内蒙古煤炭外运的重要通道。该铁路锡林浩特站－桑根达来站段称为锡桑铁路；桑根达来站－正蓝旗站段称为桑蓝铁路。目前锡桑铁路有客运业务。
2007年10月29日上午，内蒙古锡多铁路股份有限公司正式成立。由内蒙古集通铁路有限公司和内蒙古神通煤炭有限责任公司共同出资组建。
锡多铁路锡桑段于2011年9月30日双线自动闭塞开通。
2013年，锡多铁路扩能改造，全线新增二线。
2020年，為配合2022年冬奥会张家口赛区建设，将张蓝铁路替代为太錫鐵路，同时将锡多铁路（锡林浩特-正蓝旗段）电气化改造工程整合进太锡铁路项目之中。9月27日，中华人民共和国国家发展和改革委员会批复太錫鐵路可行性研究报告。2022年6月13日，中华人民共和国生态环境部正式批复太锡铁路环境影响报告书。
2023年5月29日，锡多铁路（锡林浩特-正蓝旗段）电气化工程开始接触网架线施工。7月27日，顺利完成首个车站灰腾梁站的施工任务。11月17日，锡林浩特至正蓝旗区间接触网成功送电。11月21日，锡林浩特至正蓝旗段开始动态检测。12月18日，锡林浩特至正蓝旗段电气化开通使用。